# Gebührenanzeiger

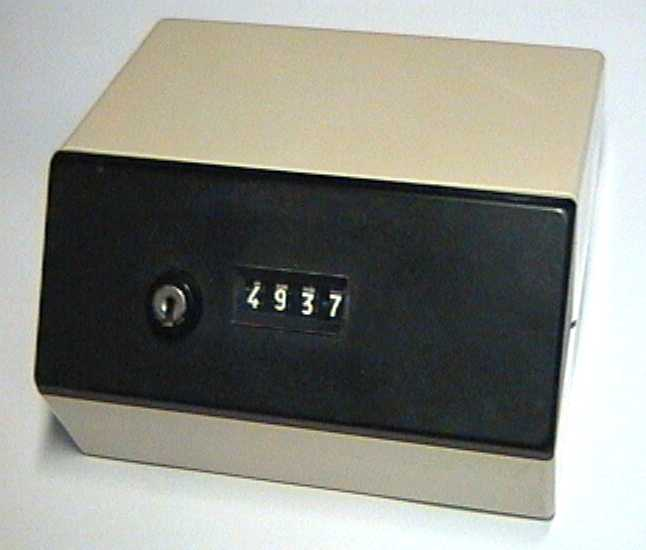
Gebührenanzeiger 77 der Deutschen Bundespost

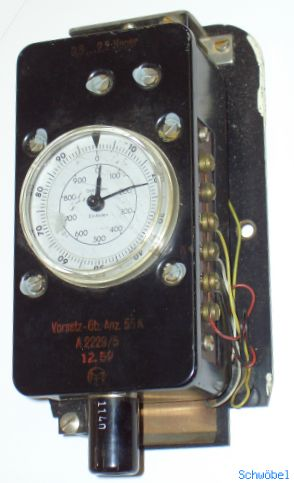
Gebührenanzeiger 55 der Deutschen Bundespost

Ein Gebührenanzeiger (in Deutschland GbAnz), Einheitenzähler, in der Schweiz Gebührenmelder, Taxzähler, Gebührenzähler genannt, ist ein Zähler, der Gebührenimpulse aus dem analogen Telefonnetz erkannte und anzeigte. Die Gebührenimpulse wurden über die Fernsprechleitung in Deutschland als 16-kHz-Ton, in Österreich und der Schweiz als 12-kHz-Ton übertragen.
Frühere Modelle arbeiteten mit elektromechanischen Zählwerken und hatten ein Zeiger- oder Rollenzählwerk für Zählung und Anzeige, spätere Modelle rechnen die Gebührenimpulse um und zeigen die Kosten des Gesprächs als Währungsbetrag auf einem Display an.
Die vom Gebührenanzeiger erfassten Gebührenimpulse waren nicht die Grundlage für die Berechnung der Verbindungskosten. Dazu dienten in elektromechanisch aufgebauten Ortsvermittlungsstellen die Gebührenzähler.
In jüngerer Zeit haben Einheitenzähler im deutschsprachigen Raum keine Bedeutung mehr, da bei Telefonie über andere Provider (Call-by-Call) oder in zeit- statt einheitenbasierten Tarifen eine genaue Anzeige nicht mehr möglich ist und inzwischen das analoge Telefonnetz durch andere Techniken ersetzt wurde. Voraussetzung für den Einsatz von Gebührenanzeigern oder Gebührenzählern war die Berechnung der Kosten anhand von Gebühreneinheiten mit festem Preis aber tarifabhängiger Länge.
In Deutschland wurden Telefone mit Gebührenanzeiger ab 1988 oft durch ein Clubtelefon, ein Münzfernsprecher-Modell, ersetzt.
In der Schweiz besaßen einige der von der damaligen PTT vertriebene Tritel-Telefone einen eingebauten Taxzähler. Darüber hinaus gab es eigenständige Gebührenmelder, die unabhängig von einem Telefon genutzt werden konnten. Hersteller solcher Teletaxe waren Albiswerk Zürich, Hasler Bern oder Sodeco, Genf.